# Ернесто Лаклау
Ернесто Лаклау (шп. Ernesto Laclau; Буенос Ајрес, 6. октобар 1935 — Севиља, 13. април 2014) био је аргентински политички филозоф. Често се говорило о њему као постмарксисти. Познат је по сарадњи са својом дугогодишњом партнерком Шантал Муфе.
Студирао је историју у Буенос Ајресу, где је и дипломирао на Универзитету у Буенос Ајресу (University of Buenos Aires)1964. године, и докторирао на Универзитету у Есексу (University of Essex) 1977. године.
Од 1986. године предавао је на Факултету Политичких Наука на Универзитету у Есексу, где је основао и водио програм на постдипломским студијама из иделогије и анализе дискурса, као и Центар за теоријске студије у хуманистичким и друштвеним наукама. 
Под његовим вођством, програми идеологије и анализе дискурса су обезбедиле оквир за истраживање посебног типа дискурса анализе која се ослањала на поструктуралну теорију (посебно рад Сосира, Дерида и Витгенштајна) и психоанализу (првенствено рад Лакана), како би обезедила напреднијуу анализу конкретних политичких феномена, као што су идентитет, говор и хегемонија. Ова теоријска и аналитичка оријентација позната је и данас као „Школа анализе дискурса“ (School of discourse analysis).
Током своје караијере Лаклау је предавао на универзитетима широм Северне и Јужне Америке, Европе, Аустралије и Афирке. Универзитет Сани Бафало и Северозападни универзитет су били последњи на којима је предавао. 
Преминуо је у Севиљи 2014. године, од срчаног удара.

## Биографија
Лаклау је студирао историју на Универзитету у Буенос Ајресу (University of Buenos Aires)) до 1969. године, када је британски историчр Ерик Хобсбом (Eric Hobsbawm) подржао његов долазак на Оксфорд. Био је близак са Хорхе Абелардо Рамосом (Jorge Abelardo Ramos), оснивачем организације ПСИН. У неким интервјуима је трврдио да је дошао уз породице Јиргојен (Yrigoyenista), и да је перонистички политичар Артур Јаурече (Arturo Jauretche), снажан противник Јустове диктатуре, током неславне деценије 30их година 20. века, био је близак пријатељ његовог оца.
У каснијим годинама, био је уско повезан са аргентинском социјалистичком конфедерацијом и у Аргентини је био повезан са перонизмом.

## Рад
Лаклауов најранији рад је био под утицајем алтисеровског марксизма и био је фокусиран на проблеме унутар нео – марксистичких кругова 70их година 20. века, као што су улога државе, динамика капитализма, значај изградње народних покрета и могућност револуције. Лаклауова најзначајнија књиа је „Хегемонија и Социјална стратегија“ (Hegemony and Socialist Strategy) из 1985. године, која је настала у коауторству са Шантал Муфе. Ова књига се често класификијује као пост-макрсистичка јер садржи а) марксистички економски детерминизам; б) становиште да је класна борба најзначајнији сукоб у друштву. 2001. године у предговору другог издања књиге, Лаклау и Муфе признали су да су и они сами пост – марксисти. Њихов рад, иако одступа од традиционалног западног марксизма, задржава сличне интересе и идеје. Кључна новост у њихвом делу је је тврђење да левичарски покрети треба да стварају савезе са дргуим групама, ако желе да буду успешне и остварене левичарксе „хегемонија“. У последњем поглављу, пројекат „радикала и плуралистичке демократије“ препоручена је; демократија у којој субјект прихвата важност вредности једнакости и слободе, али се и бори за значај ових ствари. 
У „Хегемонији и Социјалној стратегији“ Лаклау и Муфе представљају једиствено становиште дискурса, ослањајући се на рад Витгенштајна. Тврдили су да социјални ентитети једино постају значајни кроз дискурзивну артикулацију. Као такво, значење нечега није никада унапред дато, али је уместо тога конструисано кроз друштвене вежбе. Лаклау је користио становиште дискурса да преиспита природу идентитета, тврдећи да су сви политички идентитети дискурзивни – чак иако су искусни као „природне“ индивидуе (чак и до тачке кад идентитет није препознат као идентитет). Нпр. иако индивидуа мисли да је „рођени мушкарац“ ово није за Лаклауа случај мушкости, јер је друштвена конструкција категорија која нема урођени смисао. 
У последњим радовима Лаклау се вратио његовим најранијим темама – популизму. У „Разлозима попопулизма“ (On Populist Reason), Лаклау је учврстио природу популизма у политичком дискурсу, створио је основу за стварање популарног хегемонијског блока као што су „људи“ и значај који они имају у политици. Тврдио је да основа популизма лежи у стварању „празних означитеља“, речи и идеја које изражавају универзалне идеје правде, симболичке структуре из политичког окружења. Лаклау је сматрао да је један од главних делова популизма чине управо они који популизам гледају као претњу демократији.

## Лаклауов однос са Славојем Жижеком
Лаклау је познат по свом дугогодишњем раду са Славојем Жижеком. Ово пријатељство датира још од 1989. године, када је Лаклау написао предговор у Жижековој првој књизи на енглеском језику „Високи предмет идеологије“ (The Sublime Object of Ideology)“. Жижек је директно утицао да Лаклау прихвати лакановске идеје, и у свом есеју „Изнад Дискурса Анализе“ (Beyond Discourse Analysis), које је објављена у Лаклаовој књизи „Нови приказ револуције нашег времена“ (New Reflections on the Revolutions of Our Time) из 1990. године, обезбедила је психоаналитичку критику Лаклаувог рада. 2000. године Лаклау, Жижек и Џудит Батлер (Judith Butler) објавили су дијалог Случаја, Хегемоније и Универзалности, у којој је свако од њих анализирао туђи рад, који се састојао од писања есеја. Иако су Жижек и Лаклау имали сличности и међусобно су се поштовали, појавиле су се значајне политичке и теоријске разиле између њих. Након неколико оштрих објава, раних година 21. века, Лаклау је 2005. године у „Разлозима Популизма“ (Populist Reason) написао да је Жижек имао збуњујућ и делимичан приступ политици, описивајући га као „некога ко чека ванземаљце“. Њихова свађа ескалирала је у страницама „Критичког испитивања“ (Critical Inquiry) из 2006. године, где су у есејима, на свео оштрији начин раправљали о политичким дешавањима, марксизму, класној борби, Хегелу и популизму. У 2014. години у интревјуу са Давидом Хаувартом, Лаклау је изјавио да се његов однос са Жижеком погоршао, јер је Жижек усвојио веома снажан ултра левичарски став, који је умотан у лењинизам.

## Књиге
- Политика и Идеологија у Марксистичкој теорији (Politics and Ideology in Marxist Theory ), НЛБ, 1977
- Хегемонија и Социјална Стратегија (Hegemony and Socialist Strategy), Са Шантал Муфе, Версо, 1985
- Нови Приказ Рволуције Нашег Времена (New Reflections on the Revolution of our Time ), Версо, 1990
- Еманципација (Emancipation) Версо, 1996
- Случај, Хегемонија, Универзалност (Contingency, Hegemony, Universality), Са Џудит Батлер и Славојем Жижеком, Версо, 2000
- Разлози Популизма (On Populist Reason), Версо, 2005